# Роуко Варела, Антонио Мария
Анто́нио Мари́я Роу́ко Варе́ла (исп. Antonio María Rouco Varela; род. 20 августа 1936, Вильяльба, Испания) — испанский кардинал. Титулярный епископ Джерджи и вспомогательный епископ Сантьяго-де-Компостела с 17 сентября 1976 по 11 июня 1983. Апостольский администратор ad nutum Sanctae Sedis Сантьяго-де-Компостела с 11 июня 1983 по 9 мая 1984. Архиепископ Сантьяго-де-Компостела с 9 мая 1984 по 28 июля 1994. Архиепископ Мадрида с 28 июля 1994 по 28 августа 2014. Председатель испанской епископской конференции со 2 марта 1999 по 8 марта 2005 и с 1 марта 2011 по 12 марта 2014. Кардинал-священник с титулом церкви Сан-Лоренцо-ин-Дамазо с 21 февраля 1998.